# Ноєнгаус
Ноєнгаус (нім. Neuenhaus) — місто в Німеччині, розташоване в землі Нижня Саксонія. Входить до складу району Графство Бентгайм. Центр об'єднання громад Ноєнгаус.
Площа — 31,31 км2. Населення становить 10 356 ос. (станом на 31 грудня 2021).